# Hadena christophi
Hadena christophi là một loài bướm đêm trong họ Noctuidae.